# Мильет-и-Пажес, Льюис
Льюис Мильет-и-Пажес (кат. Lluís Millet i Pagès; 18 апреля 1867, Эль-Масноу — 7 декабря 1941, Барселона) — испанский композитор и хоровой дирижёр.

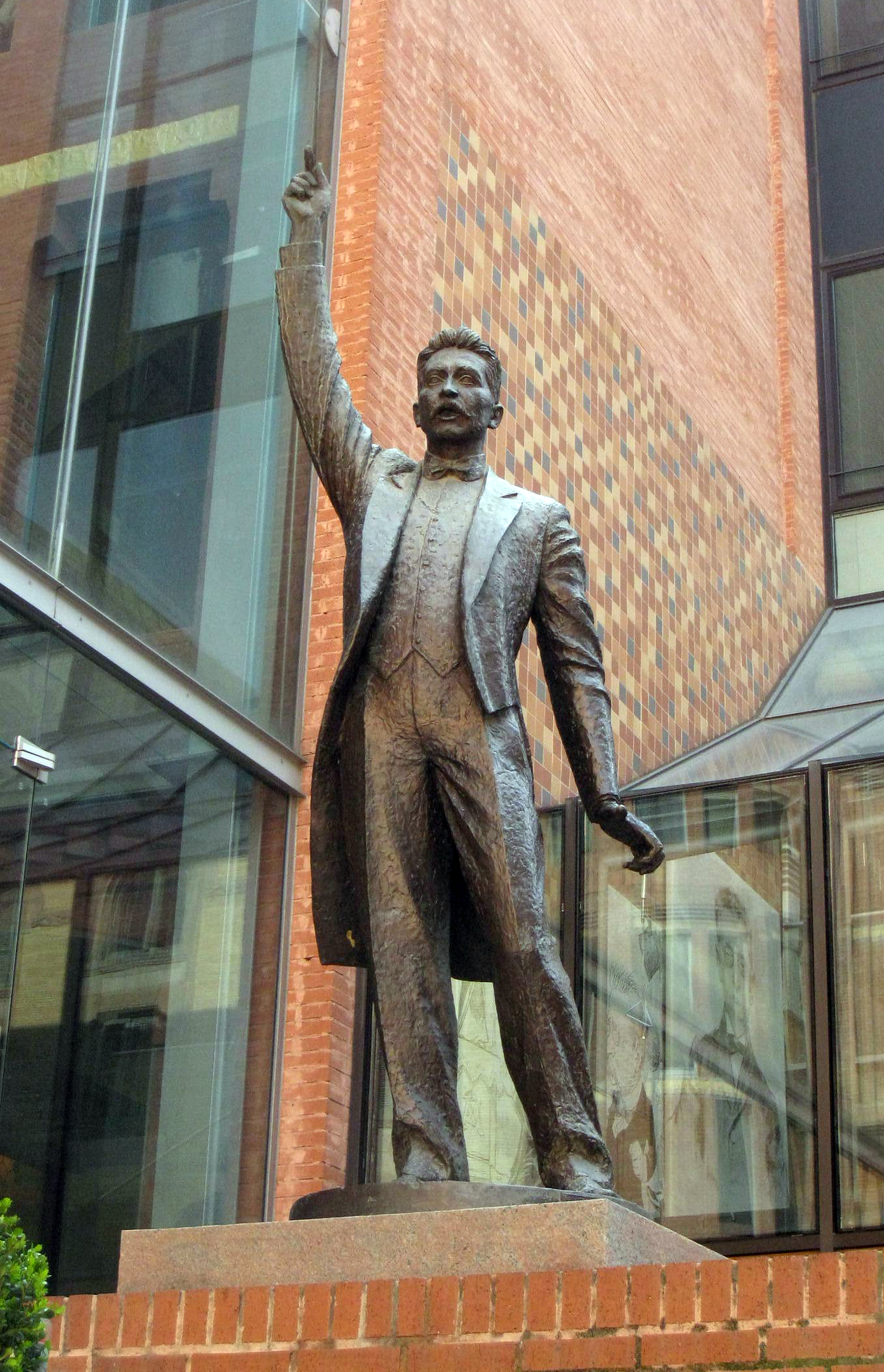
Памятник Льюиса Мильета

Ученик Фелипе Педреля. В 1891 году вместе с «Амедеу Вивесом основал хор Каталанский Орфей» (кат. Orfeó Català) и возглавлял его долгие годы (позднее многолетним руководителем хора был его сын Льюис Мариа Мильет). Среди произведений Мильета — «Каталанески» для фортепиано, Эклога для фортепиано с оркестром и целый ряд хоровых сочинений, в том числе знаменитая в Каталонии «Песнь о флаге» (кат. Cant de la Senyera; 1896, на стихи Жоана Марагаля), запрещённая в 1939—1960 годах как один из символов каталонского национального движения.
Похоронен на Монжуикском кладбище (кат. Cementiri de Montjuïc) в Барселоне.